# Loxosceles speluncarum
Loxosceles speluncarum är en spindelart som beskrevs av Simon 1893. Loxosceles speluncarum ingår i släktet Loxosceles och familjen Sicariidae. Inga underarter finns listade i Catalogue of Life.